# Salzburger Volksblatt
Salzburger Volksblatt (česky Salcburský lidový list) byl deník vycházející v Salcbursku. Založen byl roku 1870 a vycházel pravidelně mezi léty 1871 až 1942, kdy byl sloučen s periodiky Salzburger Zeitung a Salzburger Landeszeitung, a znovu samostatně po druhé světové válce od 15. června 1950 do 14. dubna 1979.
Za první rakouské republiky byl deník politicky orientován na německý nacionalismus. Původně měl blízko k Velkoněmecké lidové straně, později však svoji orientaci změnil a od let 1931/32 inklinoval k rakouské NSDAP.
V poválečném Rakousku byla politická orientace deníku k pravicovým uskupením, se sympatiemi konkrétně k Svobodné straně Rakouska. Mnoholetým šéfredaktroem deníku byl v tomto období Hans Menzel. V mnoha článcích vedl kampaň za propuštění válečného zločince Waltera Redera, který byl v Itálii odsouzen k doživotnímu vězení. Salzburg Volksblatt byl vydávána tištěn nakladatelstvím Rudolf Kiesel.
Později byl učiněn pokus oživit noviny jako regionální stranické noviny FPÖ pro Salcburk. Byly vydávány dvakrát týdně a přežívaly pouze díky podpoře z veřejných prostředků. V roce 1987 obdržela Volksblatt od Salcburského státu přibližně 651 000 šilinků (přibližně 47 000 EUR).
V době úpadku rakouských stranických novin byl tisk novin v roce 1991 zastaven.